# Thurnscoe
Thurnscoe è un paese della contea del South Yorkshire, in Inghilterra.